# 基希尼谢尔
基希尼谢尔是德国石勒苏益格－荷尔斯泰因州的一个市镇。总面积10.09平方公里，总人口170人，其中男性95人，女性75人（2011年12月31日），人口密度17人/平方公里。